# Muniz Freire
Muniz Freire este un oraș în unitatea federativă Espírito Santo (ES), Brazilia.